# رفیقوو
رفیقوو (انگلیسی: Rafikovo) یک شهرک در شهرستان خایبولینسکی استان باشقیرستان کشور روسیه است.